# Czipóné Balczár Magdolna
Czipóné Balczár Magdolna (Borsodnádasd, 1950–) magyar festőművész, tanár.

## Életpályája
Tanári diplomáját az egri Tanárképző Főiskolán szerezte. 1985 és 1986 között posztgraduális képzésen vett részt a Magyar Képzőművészeti Főiskolán.
A pályán való elindulását Mikó István művésztanárnak, egykori szakkörvezetőjének, szakmai fejlődését Blaskó János, Seres János, Nagy Ernő, főiskolai tanárainak, további biztatásokat pedig Somodi László festőművésznek köszönheti. Nyaranta rendszeresen dolgozik alkotótáborokban. Ezek közül néhány: Tokaj, Gyula, Tihany, Kőszeg, Pilisvörösvár, Sárospatak, Magyarpolány, Árcsó. 1990-től szervezője és programfelelős vezetője a Rajztanárok Alkotóműhelyének, Sirokon.
1984-től 2008-ig az egri Dr. Kemény Ferenc Általános Iskola rajztanára, 1988 és 2009 között a Heves megyei Önkormányzat Pedagógiai Intézetének szaktanácsadója volt. 2002 és 2010 között óraadó tanárként tanított az EKF Gyakorló Iskolája Művészeti Szakképző Tagozatán.

## Tagság
- 1987 Magyar Rajztanárok Országos Egyesülete

## Tanulmányutak
- 1993 Bécs
- 1997 Erdély
- 1998 Szlovákia (Lőcse, Bártfa, Kassa)
- 2000 Olaszország (Toszkána)
- 2002 Olaszország (Róma, Nápoly, Pompeji)
- 2003 Görögország (Peloponnészoszi félsziget, Athén, Delphoi)
- 2004 Spanyolország (Katalónia)
- 2005 Franciaország (Párizs és a Loire menti kastélyok)
- 2007 Németalföld (Belgium)
- 2008 Milánó és az olasz tavak
- 2010 Olaszország (Padánia)

## Kiállításai
16 éves kora óta több mint száz alkalommal vett részt különböző kiállításokon.

### Csoportos kiállítások
- 1966 Országos Vasas Képzőművészeti Kiállítás, Salgótarján
- 1966 Országos Amatőr Képzőművészeti Kiállítás, Budapest
- 1986 Országos Pedagógus Képzőművészeti Kiállítás, Szeged
- 1989 Országos Pedagógus Képzőművészeti Kiállítás, Budapest, Fáklya Klub
- 1993 XV. Országos Amatőr Képzőművészeti Kiállítás, Szolnoki Galéria, Szolnok
- 1993 IX. Országos Portré Biennále, Hatvani Galéria, Hatvan
- 1996 Országos Pedagógus Kiállítás, Budapest, Nemzeti Tankönyvkiadó Galéria
- 1996 Magyar Rajztanárok Országos Egyesületének Kiállítása, Napház Galéria, Érd
- 1997 XVI. Országos Amatőr Képzőművészeti Kiállítás, Budapesti Kongresszusi Központ, Budapest
- 1999 Rajztanárok Alkotóműhelyének Jubileumi Kiállítása, Moldvai Győző Galéria, Hatvan
- 2001 „Régiók millenniumi találkozása a képzőművészetben”, Budapest, Magyar Kultúra Alapítvány Székháza
- 2003 II. MROE Biennále, Magyar Kultúra Alapítvány Székháza, Budapest,
- 2003 Amatőr Artium „Esszencia” Vajdahunyad vára, Budapest
- 2004 „Vizuális Művészeti Fesztivál”, Magyar Kultúra Alapítvány Székháza, Budapest
- 2005 XV. Országos Portrébiennále, Moldvai Győző Galéria, Hatvan
- 2006 Esszencia Kiállítás, Millenniumi szalon, Olof Palme-ház, Budapest
- 2006 MROE Jubileumi tárlat, Magyar Kultúra Alapítvány Székháza, Budapest
- 2007 XVI. Országos Portrébiennále, Moldvai Győző Galéria, Hatvan
- 2008 MROE Biennále, Magyar Kultúra Alapítvány Székháza, Budapest
- 2008 XVIII. Országos Tájképbiennále, Moldvai Győző Galéria, Hatvan
- 2009 Amatőr Artium „Esszencia” Kiállítása, Vajdahunyad vára, Budapest[3]

### Önálló kiállítások
- 1996 Általános Művelődési Központ Galériája, Ózd
- 2001 Megyei Művelődési Központ Galériája, Eger
- 2002 Móricz Zsigmond Városi Művelődési Központ, Heves
- 2003 Mátra Művelődési Központ Galériája, Gyöngyös
- 2003 Moldvay Győző Galéria, Hatvan

## Elismerései
- 1993 Egyéni alkotói díj: Amatőr Artium Országos Képző-és Iparművészeti kiállítás (Szolnok)
- 2001 Eger város oktatás- és nevelésügyéért (Eger Megyei Jogú Város Önkormányzata)
- 2002 „Kiváló művészi és pedagógiai munkájáért”(Magyar Rajztanárok Országos Egyesülete)
- 2003 Egyéni alkotói díj: Amatőr Artium Országos Képző-és Iparművészeti kiállítás (Budapest)
- 2008 Amatőr Artium Heves megyei tárlatán festészeti kategória III. díj[4]
- 2011 Egyéni alkotói díj, festészeti kategória, XXI. Országos Képző- és Iparművészeti Tárlat Heves megyei kiállítás
- 2013 Németh László-díj[5]